# 23 ق هـ
23 ق هـ هي السنة الثالثة والعشرون السابقة للهجرة النبوية، وهي توافق ما بين سنتي 599 و600 حسب التقويم الميلادي، أي أنها بدأت في سنة 599م وانتهت في سنة 600م.